# Caio Quíncio Ático
Caio Quíncio Ático (em latim: Gaius Quintius Atticus) foi um senador romano da gente Quíncia nomeado cônsul sufecto para o período de novembro e dezembro de 69 com Cneu Cecílio Simplex. 

## Ano dos quatro imperadores
Conforme as tropas de Vespasiano pressionavam cada vez mais, Ático se desentendeu com Vitélio e passou a apoiar os flavianos. Ático e Tito Flávio Sabino, o irmão de Vespasiano, se refugiaram no Capitólio. Quando os vitelianos atacaram, um incêndio começou nos edifícios do Capitólio e os dois foram presos; Sabino foi assassinado. Levado a Vitélio, Ático seria executado e só se salvou afirmando, mentirosamente, que havia sido por ordem dele que o fogo começou. Em 20 de dezembro, as forças de Vespasiano chegaram em Roma e Vitélio foi morto. Cecílio Simplex foi forçado a renunciar e também foi morto. Enquanto isso, Ático permaneceu como único cônsul até o final de seu mandato.